# Copa de Francia de Fútbol 2023-24
La Copa de Francia de fútbol 2023-24 fue la edición número 107 de la Copa de Francia, competición de eliminación directa entre los clubes de fútbol aficionado y profesional afiliados del Sistema de ligas de fútbol de Francia de la Federación Francesa de Fútbol. El número exacto de clubes participantes varía cada año, pero se puede estimar en más de 7 000.

## Rondas previas
Las seis primeras rondas, donde participan equipos desde los equipos más modestos, hasta los equipos del Championnat National, que entran en la quinta ronda. También participan equipos de estos territorios de ultramar franceses:
- Guadalupe
- Reunión
- Martinica
- Guayana Francesa
- Polinesia Francesa
- Nueva Caledonia
- Mayotte

De los primeros 4 territorios de ultramar mencionados, clasifican 2 a séptima ronda, de los demás, solo uno. En la séptima ronda también clasifican los equipos de tercera o menor categoría clasificados de la sexta ronda, y entran todos los equipos de la Ligue 2.

## Ronda de 64
| Equipo 1                        | Resultado      | Equipo 2                           |
| ------------------------------- | -------------- | ---------------------------------- |
| Entente Feignies Aulnoye FC (4) | 1–0            | Quevilly-Rouen (2)                 |
| FC Chambly Oise (4)             | 1–2            | Racing Club de France Football (4) |
| Sarreguemines FC (6)            | 0–2            | Valenciennes (2)                   |
| Lille (1)                       | 12–0           | Golden Lion                        |
| Amiens (2)                      | 1–2            | Montpellier (1)                    |
| US Saint-Omer (6)               | 2–3            | Dunkerque (2)                      |
| Thionville (5)                  | 0–1            | Marsella (1)                       |
| Guingamp (2)                    | 0–2            | Rennes (1)                         |
| Lyon La Duchère (5)             | 1–2            | Le Puy Foot 43 Auvergne (4)        |
| Brest (1)                       | 1–0            | Angers (2)                         |
| Sochaux (3)                     | 2–1            | Lorient (1)                        |
| Nice (1)                        | 0–0 (4:2 pen.) | Auxerre (2)                        |
| CA Pontarlier (5)               | 0–3            | Lyon (1)                           |
| Chambéry SF (5)                 | 0–3            | Toulouse (1)                       |
| US Feurs (5)                    | 3–5            | AS Saint-Priest (5)                |
| Louhans-Cuiseaux FC (5)         | 0–2            | FC Rouen (3)                       |
| Metz (1)                        | 1–1 (1:3 pen.) | Clermont (1)                       |

## Ronda de 32
| Local                              | Resultado        | Visitante               |
| ---------------------------------- | ---------------- | ----------------------- |
| Bergerac Périgord (4)              | 1–2              | Lyon (1)                |
| Nantes (1)                         | 0–1              | Laval (2)               |
| Le Puy Foot 43 Auvergne (4)        | 2–1              | Dunkerque (2)           |
| Trélissac (4)                      | 1–2              | Brest (1)               |
| Valenciennes (2)                   | 2–1              | Paris FC (2)            |
| Rodez (2)                          | 1–3              | Monaco (1)              |
| Girondins de Burdeos (2)           | 2–3              | Nice (1)                |
| Orléans (3)                        | 1–4              | Paris Saint-Germain (1) |
| Racing Club de France Football (4) | 0–1              | Lille (1)               |
| Clermont (1)                       | 1–3              | Estrasburgo (1)         |
| Sochaux (3)                        | 1–1 (5:4 pen.)   | Reims (1)               |
| Rouen (3)                          | 3–3 (12:11 pen.) | Toulouse (1)            |
| LB Châteauroux (3)                 | 0–1              | Le Havre (1)            |
| AS Saint Priest (5)                | 4–1              | SO Romorantin (4)       |
| Rennes (1)                         | 1–1 (9:8 pen.)   | Marsella                |
| Entente Feignies Aulnoye FC (4)    | 0–4              | Montpellier (1)         |

## Fase final
|  | Octavos de final            | Octavos de final            |                            |       | Cuartos de final                            | Cuartos de final                            |  |  | Semifinales            | Semifinales            |  |  | Final              | Final              |
|  | 6, 7 y 8 de febrero de 2024 | 6, 7 y 8 de febrero de 2024 |                            |       | 27, 28, 29 de febrero y 13 de marzo de 2024 | 27, 28, 29 de febrero y 13 de marzo de 2024 |  |  | 2 y 3 de abril de 2024 | 2 y 3 de abril de 2024 |  |  | 25 de mayo de 2024 | 25 de mayo de 2024 |
|  |                             |                             |                            |       |                                             |                                             |  |  |                        |                        |  |  |                    |                    |
|  |                             |                             |                            |       |                                             |                                             |  |  |                        |                        |  |  |                    |                    |
|  |                             |                             |                            |       |                                             |                                             |  |  |                        |                        |  |  |                    |                    |
|  | Olympique de Lyon (1)       | 2                           |                            |       |                                             |                                             |  |  |                        |                        |  |  |                    |                    |
|  | Olympique de Lyon (1)       | 2                           |                            |       |                                             |                                             |  |  |                        |                        |  |  |                    |                    |
|  | Lille OSC (1)               | 1                           |                            |       |                                             |                                             |  |  |                        |                        |  |  |                    |                    |
|  | Lille OSC (1)               | 1                           | Olympique de Lyon (1) (p.) | 0 (4) |                                             |                                             |  |  |                        |                        |  |  |                    |                    |
|  |                             |                             |                            | 0 (4) |                                             |                                             |  |  |                        |                        |  |  |                    |                    |
|  |                             | Racing Estrasburgo (1)      | 0 (3)                      |       |                                             |                                             |  |  |                        |                        |  |  |                    |                    |
|  | Racing Estrasburgo (1)      | Racing Estrasburgo (1)      | 0 (3)                      | 3     |                                             |                                             |  |  |                        |                        |  |  |                    |                    |
|  | Racing Estrasburgo (1)      |                             |                            | 3     |                                             |                                             |  |  |                        |                        |  |  |                    |                    |
|  | Le Havre AC (1)             | 1                           |                            |       |                                             |                                             |  |  |                        |                        |  |  |                    |                    |
|  | Le Havre AC (1)             | 1                           | Olympique de Lyon (1)      | 3     |                                             |                                             |  |  |                        |                        |  |  |                    |                    |
|  |                             |                             |                            | 3     |                                             |                                             |  |  |                        |                        |  |  |                    |                    |
|  |                             | Valenciennes FC (2)         | 0                          |       |                                             |                                             |  |  |                        |                        |  |  |                    |                    |
|  | FC Rouen (3) (p.)           | Valenciennes FC (2)         | 0                          | 1 (6) |                                             |                                             |  |  |                        |                        |  |  |                    |                    |
|  | FC Rouen (3) (p.)           |                             |                            | 1 (6) |                                             |                                             |  |  |                        |                        |  |  |                    |                    |
|  | AS Monaco (1)               | 1 (5)                       |                            |       |                                             |                                             |  |  |                        |                        |  |  |                    |                    |
|  | AS Monaco (1)               | 1 (5)                       | FC Rouen (3)               | 1 (2) |                                             |                                             |  |  |                        |                        |  |  |                    |                    |
|  |                             |                             |                            | 1 (2) |                                             |                                             |  |  |                        |                        |  |  |                    |                    |
|  |                             | Valenciennes (2) (p.)       | 1 (4)                      |       |                                             |                                             |  |  |                        |                        |  |  |                    |                    |
|  | AS Saint Priest (5)         | Valenciennes (2) (p.)       | 1 (4)                      | 1     |                                             |                                             |  |  |                        |                        |  |  |                    |                    |
|  | AS Saint Priest (5)         |                             |                            | 1     |                                             |                                             |  |  |                        |                        |  |  |                    |                    |
|  | Valenciennes FC (2)         | 2                           |                            |       |                                             |                                             |  |  |                        |                        |  |  |                    |                    |
|  | Valenciennes FC (2)         | 2                           | Olympique de Lyon (1)      | 1     |                                             |                                             |  |  |                        |                        |  |  |                    |                    |
|  |                             |                             |                            | 1     |                                             |                                             |  |  |                        |                        |  |  |                    |                    |
|  |                             | Paris Saint-Germain (1)     | 2                          |       |                                             |                                             |  |  |                        |                        |  |  |                    |                    |
|  | Paris Saint-Germain (1)     | Paris Saint-Germain (1)     | 2                          | 3     |                                             |                                             |  |  |                        |                        |  |  |                    |                    |
|  | Paris Saint-Germain (1)     |                             |                            | 3     |                                             |                                             |  |  |                        |                        |  |  |                    |                    |
|  | Stade Brestois 29 (1)       | 1                           |                            |       |                                             |                                             |  |  |                        |                        |  |  |                    |                    |
|  | Stade Brestois 29 (1)       | 1                           | Paris Saint-Germain (1)    | 3     |                                             |                                             |  |  |                        |                        |  |  |                    |                    |
|  |                             |                             |                            | 3     |                                             |                                             |  |  |                        |                        |  |  |                    |                    |
|  |                             | OGC Nice (1)                | 1                          |       |                                             |                                             |  |  |                        |                        |  |  |                    |                    |
|  | Montpellier HSC (1)         | OGC Nice (1)                | 1                          | 1     |                                             |                                             |  |  |                        |                        |  |  |                    |                    |
|  | Montpellier HSC (1)         |                             |                            | 1     |                                             |                                             |  |  |                        |                        |  |  |                    |                    |
|  | OGC Nice (1)                | 4                           |                            |       |                                             |                                             |  |  |                        |                        |  |  |                    |                    |
|  | OGC Nice (1)                | 4                           | Paris Saint-Germain (1)    | 1     |                                             |                                             |  |  |                        |                        |  |  |                    |                    |
|  |                             |                             |                            | 1     |                                             |                                             |  |  |                        |                        |  |  |                    |                    |
|  |                             | Stade Rennes (1)            | 0                          |       |                                             |                                             |  |  |                        |                        |  |  |                    |                    |
|  | Le Puy Foot 43 (4)          | Stade Rennes (1)            | 0                          | 2     |                                             |                                             |  |  |                        |                        |  |  |                    |                    |
|  | Le Puy Foot 43 (4)          |                             |                            | 2     |                                             |                                             |  |  |                        |                        |  |  |                    |                    |
|  | Laval FC (2)                | 1                           |                            |       |                                             |                                             |  |  |                        |                        |  |  |                    |                    |
|  | Laval FC (2)                | 1                           | Le Puy Foot 43 (4)         | 1     |                                             |                                             |  |  |                        |                        |  |  |                    |                    |
|  |                             |                             |                            | 1     |                                             |                                             |  |  |                        |                        |  |  |                    |                    |
|  |                             | Stade Rennes (1)            | 3                          |       |                                             |                                             |  |  |                        |                        |  |  |                    |                    |
|  | FC Sochaux (3)              | Stade Rennes (1)            | 3                          | 1     |                                             |                                             |  |  |                        |                        |  |  |                    |                    |
|  | FC Sochaux (3)              |                             |                            | 1     |                                             |                                             |  |  |                        |                        |  |  |                    |                    |
|  | Stade Rennes (1)            | 6                           |                            |       |                                             |                                             |  |  |                        |                        |  |  |                    |                    |
|  | Stade Rennes (1)            | 6                           |                            |       |                                             |                                             |  |  |                        |                        |  |  |                    |                    |

### Octavos de final
| 6 de febrero de 2024, 20:45 (CET) | Football Club Sochaux-Montbéliard (3) | 1:6 (0:4) | Stade Rennes Football Club (1)                                     | Stade Auguste Bonal, Montbéliard                          |                                                           |
|                                   | Viltard 65' (pen.)                    | Reporte   | Gouiri 24', 47' · Salah 29' · Kalimuendo 35', 41' · Bourigeaud 81' | Asistencia: 19 393 espectadores Árbitro(s): Jérémy Stinat | Asistencia: 19 393 espectadores Árbitro(s): Jérémy Stinat |

| 7 de febrero de 2024, 18:30 (CET) | Olympique de Lyon (1)  | 2:1 (1:0) | Lille Olympique Sporting Club (1) | Parc Olympique Lyonnais, Décines-Charpieu                 |                                                           |
|                                   | Orban 39' · Cherki 46' | Reporte   | Alexsandro 54'                    | Asistencia: 29 085 espectadores Árbitro(s): Benoît Millot | Asistencia: 29 085 espectadores Árbitro(s): Benoît Millot |

| 7 de febrero de 2024, 20:30 (CET) | Montpellier HSC (1) | 1:4 (0:3) | OGC Nice (1)                                                         | Stade de la Mosson, Montpellier                             |                                                             |
|                                   | Sagnan 74'          | Reporte   | Ndayishimiye 29' · Louchet 37' · Cho 39' · Claude-Maurice 62' (pen.) | Asistencia: 5769 espectadores Árbitro(s): François Letexier | Asistencia: 5769 espectadores Árbitro(s): François Letexier |

| 7 de febrero de 2024, 20:30 (CET) | Racing Club de Estrasburgo Alsacia (1) | 3:1 (2:1) | Le Havre AC (1) | Stade de la Meinau, Estrasburgo                            |                                                            |
|                                   | Bakwa 21' · Emegha 36' · Senaya 90'    | Reporte   | Ayew 30'        | Asistencia: 19 653 espectadores Árbitro(s): Clément Turpin | Asistencia: 19 653 espectadores Árbitro(s): Clément Turpin |

| 7 de febrero de 2024, 20:30 (CET) | AS Saint Priest (5) | 1:2 (1:1) | Valenciennes FC (2)     | Stade Jacques Joly, Saint-Priest                        |                                                         |
|                                   | Benhmida 40' (pen.) | Reporte   | Jung 31' · Doucouré 80' | Asistencia: 4847 espectadores Árbitro(s): Florent Batta | Asistencia: 4847 espectadores Árbitro(s): Florent Batta |

| 7 de febrero de 2024, 20:30 (CET) | Le Puy Foot 43 Auvergne (4) | 2:1 (1:0) | Laval FC (2)   | Stade Charles Massot, Le Puy-en-Velay                    |                                                          |
|                                   | Meyer 25', 90+5' (pen.)     | Reporte   | Tchokounté 85' | Asistencia: 4045 espectadores Árbitro(s): Thomas Léonard | Asistencia: 4045 espectadores Árbitro(s): Thomas Léonard |

| 7 de febrero de 2024, 21:10 (CET) | Paris Saint-Germain Football Club (1)  | 3:1 (2:0) | Stade Brestois 29 (1) | Parque de los Príncipes, París                             |                                                            |
|                                   | Mbappé 34' · Pereira 37' · Ramos 90+2' | Reporte   | Mounié 65'            | Asistencia: 46 895 espectadores Árbitro(s): Benoît Bastien | Asistencia: 46 895 espectadores Árbitro(s): Benoît Bastien |

| 8 de febrero de 2024, 20:45 (CET) | Football Club Rouen (3)                                               | 1:1 (1:1) (6:5 p.)         | Association Sportive Monaco Football Club (1)                          | Stade Robert Diochon, Le Petit-Quevilly                |                                                        |
|                                   | Bassin 45+5'                                                          | Reporte                    | Balogun 35' (pen.)                                                     | Asistencia: 9219 espectadores Árbitro(s): Ruddy Buquet | Asistencia: 9219 espectadores Árbitro(s): Ruddy Buquet |
|                                   |                                                                       | Tiros desde el punto penal |                                                                        |                                                        |                                                        |
|                                   | Sahloune · A. Allée · Z. Allée · Benzia · Ouadah · Sanson · Bernasque |                            | Golovin · Ben Seghir · Fofana · Kehrer · Balogun · Maripán · Akliouche |                                                        |                                                        |

### Cuartos de final
| 27 de febrero de 2024, 20:45 CET | Olympique de Lyon (1)                      | 0:0 (4:3 p.)               | Racing Club de Estrasburgo Alsacia (1)         | Parc Olympique Lyonnais, Décines-Charpieu                  |                                                            |
|                                  |                                            | Reporte                    |                                                | Asistencia: 56 602 espectadores Árbitro(s): Benoît Bastien | Asistencia: 56 602 espectadores Árbitro(s): Benoît Bastien |
|                                  |                                            | Tiros desde el punto penal |                                                |                                                            |                                                            |
|                                  | Caqueret · Orban · Maitland-Niles · Cherki |                            | Delaine · Doukouré · Sissoko · Emegha · Perrin |                                                            |                                                            |

| 28 de febrero de 2024, 19:00 (CET) | Football Club Rouen (3)              | 1:1 (0:1) (2:4 p.)         | Valenciennes FC (2)                           | Stade Robert Diochon, Le Petit-Quevilly                   |                                                           |
|                                    | Loppy 90+1'                          | Reporte                    | Oyewusi 26'                                   | Asistencia: 8858 espectadores Árbitro(s): Jérémie Pignard | Asistencia: 8858 espectadores Árbitro(s): Jérémie Pignard |
|                                    |                                      | Tiros desde el punto penal |                                               |                                                           |                                                           |
|                                    | Sahloune · Loppy · Allée · Bernasque |                            | Cuffaut · Venema · Flamarion · Bansé · Lilepo |                                                           |                                                           |

| 29 de febrero de 2024, 20:45 (CET) | Le Puy Foot 43 Auvergne (4) | 1:3 (0:1) | Stade Rennes Football Club (1)         | Stade Geoffroy-Guichard, Saint-Étienne                        |                                                               |
|                                    | Adinany 61'                 | Reporte   | Theate 9' · Bourigeaud 49', 82' (pen.) | Asistencia: 31 414 espectadores Árbitro(s): Hakim Ben El Hadj | Asistencia: 31 414 espectadores Árbitro(s): Hakim Ben El Hadj |

| 13 de marzo de 2024, 21:10 (CET) | Paris Saint-Germain Football Club (1) | 3:1 (2:1) | OGC Nice (1) | Parque de los Príncipes, París                                |                                                               |
|                                  | Mbappé 14' · Fabián 33' · Beraldo 60' | Reporte   | Laborde 37'  | Asistencia: 47 619 espectadores Árbitro(s): François Letexier | Asistencia: 47 619 espectadores Árbitro(s): François Letexier |

### Semifinales
| 2 de abril de 2024, 20:45 (CEST) | Olympique de Lyon (1)          | 3:0 (0:0) | Valenciennes FC (2) | Parc Olympique Lyonnais, Décines-Charpieu                      |                                                                |
|                                  | Lacazette 51', 57' · Orban 75' | Reporte   |                     | Asistencia: 56 719 espectadores Árbitro(s): Stéphanie Frappart | Asistencia: 56 719 espectadores Árbitro(s): Stéphanie Frappart |

| 3 de abril de 2024, 21:10 (CEST) | Paris Saint-Germain Football Club (1) | 1:0 (1:0) | Stade Rennes Football Club (1) | Parque de los Príncipes, París                           |                                                          |
|                                  | Mbappé 40'                            | Reporte   |                                | Asistencia: 47 879 espectadores Árbitro(s): Ruddy Buquet | Asistencia: 47 879 espectadores Árbitro(s): Ruddy Buquet |

### Final
La final la disputaron los 2 ganadores de las semifinales y se jugó el 25 de mayo de 2024 en el Stade Pierre-Mauroy de Villeneuve-d'Ascq, localidad que está situada en la Metrópoli de Lille. Se trató de la primera ocasión en que la final de la Copa de Francia fue disputada en una sede ubicada fuera de la región de la Isla de Francia, esto debido a que el Stade de France, estadio tradicional de estos partidos, fue requisado para la celebración de los Juegos Olímpicos que se llevaron a cabo en París durante los meses de julio y agosto, mientras que el segundo estadio parisino, el Parque de los Príncipes, no cumplía con el criterio de neutralidad al ser la sede de juego de uno de los equipos finalistas.
| 23    | POR   | Lucas Perri         |     |
| 22    | DEF   | Clinton Mata        | 73' |
| 12    | DEF   | Jake O'Brien        |     |
| 55    | DEF   | Duje Ćaleta-Car     |     |
| 3     | DEF   | Nicolás Tagliafico  |     |
| 6     | MED   | Maxence Caqueret    |     |
| 31    | MED   | Nemanja Matić       | 86' |
| 8     | MED   | Corentin Tolisso    | 74' |
| 18    | DEL   | Rayan Cherki        | 67' |
| 10    | DEL   | Alexandre Lacazette |     |
| 17    | DEL   | Saïd Benrahma       | 74' |
| D. T. | D. T. | Pierre Sage         |     |

| 99    | POR   | Gianluigi Donnarumma |       |
| 2     | DEF   | Achraf Hakimi        |       |
| 5     | DEF   | Marquinhos           |       |
| 35    | DEF   | Lucas Beraldo        |       |
| 25    | DEF   | Nuno Mendes          |       |
| 33    | MED   | Warren Zaïre-Emery   |       |
| 17    | MED   | Vitinha              |       |
| 8     | MED   | Fabián Ruiz          |       |
| 10    | DEL   | Ousmane Dembélé      | 90+2' |
| 7     | DEL   | Kylian Mbappé        |       |
| 29    | DEL   | Bradley Barcola      | 85'   |
| D. T. | D. T. | Luis Enrique         |       |

| 37 | Delantero      | Ernest Nuamah          | 67' |
| 98 | Centrocampista | Ainsley Maitland-Niles | 73' |
| 11 | Delantero      | Malick Fofana          | 74' |
| 25 | Centrocampista | Orel Mangala           | 74' |
| 7  | Delantero      | Mama Baldé             | 86' |

| 19 | Centrocampista | Lee Kang-in   | 85'   |
| 11 | Delantero      | Marco Asensio | 90+2' |

| 55' | Jake O'Brien | 1:2 |

| 22' · 34' | Ousmane Dembélé Fabián Ruiz | 0:1 0:2 |

| 45+2' · 88' | Duje Ćaleta-Car Nicolás Tagliafico |

| 88' | Ousmane Dembélé |

| Principal  | François Letexier |
| Asistentes | Erwan Finjean     |
|            | Mehdi Rahmouni    |
| Cuarto     | Jérôme Brisard    |

| VAR            | Bastien Dechepy  |
| Asistentes VAR | Yohann Rouinsard |

|  |                    |    |    |
|  | Tiros              | 10 | 28 |
|  | Tiros a puerta     | 2  | 11 |
|  | Faltas             | 23 | 15 |
|  | Saques de esquina  | 6  | 5  |
|  | Penaltis           | 0  | 0  |
|  | Fueras de juego    | 2  | 3  |
|  | Posesión del balón | 32 | 68 |

| 23    | POR   | Lucas Perri         |     |
| 22    | DEF   | Clinton Mata        | 73' |
| 12    | DEF   | Jake O'Brien        |     |
| 55    | DEF   | Duje Ćaleta-Car     |     |
| 3     | DEF   | Nicolás Tagliafico  |     |
| 6     | MED   | Maxence Caqueret    |     |
| 31    | MED   | Nemanja Matić       | 86' |
| 8     | MED   | Corentin Tolisso    | 74' |
| 18    | DEL   | Rayan Cherki        | 67' |
| 10    | DEL   | Alexandre Lacazette |     |
| 17    | DEL   | Saïd Benrahma       | 74' |
| D. T. | D. T. | Pierre Sage         |     |

| 99    | POR   | Gianluigi Donnarumma |       |
| 2     | DEF   | Achraf Hakimi        |       |
| 5     | DEF   | Marquinhos           |       |
| 35    | DEF   | Lucas Beraldo        |       |
| 25    | DEF   | Nuno Mendes          |       |
| 33    | MED   | Warren Zaïre-Emery   |       |
| 17    | MED   | Vitinha              |       |
| 8     | MED   | Fabián Ruiz          |       |
| 10    | DEL   | Ousmane Dembélé      | 90+2' |
| 7     | DEL   | Kylian Mbappé        |       |
| 29    | DEL   | Bradley Barcola      | 85'   |
| D. T. | D. T. | Luis Enrique         |       |

| 37 | Delantero      | Ernest Nuamah          | 67' |
| 98 | Centrocampista | Ainsley Maitland-Niles | 73' |
| 11 | Delantero      | Malick Fofana          | 74' |
| 25 | Centrocampista | Orel Mangala           | 74' |
| 7  | Delantero      | Mama Baldé             | 86' |

| 19 | Centrocampista | Lee Kang-in   | 85'   |
| 11 | Delantero      | Marco Asensio | 90+2' |

| 55' | Jake O'Brien | 1:2 |

| 22' · 34' | Ousmane Dembélé Fabián Ruiz | 0:1 0:2 |

| 45+2' · 88' | Duje Ćaleta-Car Nicolás Tagliafico |

| 88' | Ousmane Dembélé |

| Principal  | François Letexier |
| Asistentes | Erwan Finjean     |
|            | Mehdi Rahmouni    |
| Cuarto     | Jérôme Brisard    |

| VAR            | Bastien Dechepy  |
| Asistentes VAR | Yohann Rouinsard |

|  |                    |    |    |
|  | Tiros              | 10 | 28 |
|  | Tiros a puerta     | 2  | 11 |
|  | Faltas             | 23 | 15 |
|  | Saques de esquina  | 6  | 5  |
|  | Penaltis           | 0  | 0  |
|  | Fueras de juego    | 2  | 3  |
|  | Posesión del balón | 32 | 68 |

| 23    | POR   | Lucas Perri         |     |
| 22    | DEF   | Clinton Mata        | 73' |
| 12    | DEF   | Jake O'Brien        |     |
| 55    | DEF   | Duje Ćaleta-Car     |     |
| 3     | DEF   | Nicolás Tagliafico  |     |
| 6     | MED   | Maxence Caqueret    |     |
| 31    | MED   | Nemanja Matić       | 86' |
| 8     | MED   | Corentin Tolisso    | 74' |
| 18    | DEL   | Rayan Cherki        | 67' |
| 10    | DEL   | Alexandre Lacazette |     |
| 17    | DEL   | Saïd Benrahma       | 74' |
| D. T. | D. T. | Pierre Sage         |     |

| 99    | POR   | Gianluigi Donnarumma |       |
| 2     | DEF   | Achraf Hakimi        |       |
| 5     | DEF   | Marquinhos           |       |
| 35    | DEF   | Lucas Beraldo        |       |
| 25    | DEF   | Nuno Mendes          |       |
| 33    | MED   | Warren Zaïre-Emery   |       |
| 17    | MED   | Vitinha              |       |
| 8     | MED   | Fabián Ruiz          |       |
| 10    | DEL   | Ousmane Dembélé      | 90+2' |
| 7     | DEL   | Kylian Mbappé        |       |
| 29    | DEL   | Bradley Barcola      | 85'   |
| D. T. | D. T. | Luis Enrique         |       |

| 37 | Delantero      | Ernest Nuamah          | 67' |
| 98 | Centrocampista | Ainsley Maitland-Niles | 73' |
| 11 | Delantero      | Malick Fofana          | 74' |
| 25 | Centrocampista | Orel Mangala           | 74' |
| 7  | Delantero      | Mama Baldé             | 86' |

| 19 | Centrocampista | Lee Kang-in   | 85'   |
| 11 | Delantero      | Marco Asensio | 90+2' |

| 55' | Jake O'Brien | 1:2 |

| 22' · 34' | Ousmane Dembélé Fabián Ruiz | 0:1 0:2 |

| 45+2' · 88' | Duje Ćaleta-Car Nicolás Tagliafico |

| 88' | Ousmane Dembélé |

| Principal  | François Letexier |
| Asistentes | Erwan Finjean     |
|            | Mehdi Rahmouni    |
| Cuarto     | Jérôme Brisard    |

| VAR            | Bastien Dechepy  |
| Asistentes VAR | Yohann Rouinsard |

|  |                    |    |    |
|  | Tiros              | 10 | 28 |
|  | Tiros a puerta     | 2  | 11 |
|  | Faltas             | 23 | 15 |
|  | Saques de esquina  | 6  | 5  |
|  | Penaltis           | 0  | 0  |
|  | Fueras de juego    | 2  | 3  |
|  | Posesión del balón | 32 | 68 |

| 23    | POR   | Lucas Perri         |     |
| 22    | DEF   | Clinton Mata        | 73' |
| 12    | DEF   | Jake O'Brien        |     |
| 55    | DEF   | Duje Ćaleta-Car     |     |
| 3     | DEF   | Nicolás Tagliafico  |     |
| 6     | MED   | Maxence Caqueret    |     |
| 31    | MED   | Nemanja Matić       | 86' |
| 8     | MED   | Corentin Tolisso    | 74' |
| 18    | DEL   | Rayan Cherki        | 67' |
| 10    | DEL   | Alexandre Lacazette |     |
| 17    | DEL   | Saïd Benrahma       | 74' |
| D. T. | D. T. | Pierre Sage         |     |

| 99    | POR   | Gianluigi Donnarumma |       |
| 2     | DEF   | Achraf Hakimi        |       |
| 5     | DEF   | Marquinhos           |       |
| 35    | DEF   | Lucas Beraldo        |       |
| 25    | DEF   | Nuno Mendes          |       |
| 33    | MED   | Warren Zaïre-Emery   |       |
| 17    | MED   | Vitinha              |       |
| 8     | MED   | Fabián Ruiz          |       |
| 10    | DEL   | Ousmane Dembélé      | 90+2' |
| 7     | DEL   | Kylian Mbappé        |       |
| 29    | DEL   | Bradley Barcola      | 85'   |
| D. T. | D. T. | Luis Enrique         |       |

| 37 | Delantero      | Ernest Nuamah          | 67' |
| 98 | Centrocampista | Ainsley Maitland-Niles | 73' |
| 11 | Delantero      | Malick Fofana          | 74' |
| 25 | Centrocampista | Orel Mangala           | 74' |
| 7  | Delantero      | Mama Baldé             | 86' |

| 19 | Centrocampista | Lee Kang-in   | 85'   |
| 11 | Delantero      | Marco Asensio | 90+2' |

| 55' | Jake O'Brien | 1:2 |

| 22' · 34' | Ousmane Dembélé Fabián Ruiz | 0:1 0:2 |

| 45+2' · 88' | Duje Ćaleta-Car Nicolás Tagliafico |

| 88' | Ousmane Dembélé |

| Principal  | François Letexier |
| Asistentes | Erwan Finjean     |
|            | Mehdi Rahmouni    |
| Cuarto     | Jérôme Brisard    |

| VAR            | Bastien Dechepy  |
| Asistentes VAR | Yohann Rouinsard |

|  |                    |    |    |
|  | Tiros              | 10 | 28 |
|  | Tiros a puerta     | 2  | 11 |
|  | Faltas             | 23 | 15 |
|  | Saques de esquina  | 6  | 5  |
|  | Penaltis           | 0  | 0  |
|  | Fueras de juego    | 2  | 3  |
|  | Posesión del balón | 32 | 68 |

## Campeón
|                             |
| Campeón París Saint-Germain |
| 15° título                  |